# 천자총통
천자총통(天字銃筒)은 조선시대 대형 총통 중에서 가장 큰 총통으로 천ㆍ지ㆍ현ㆍ황 중 가장 대형 화포였다.
국립진주박물관이 소장하고 있는 천자총통에는 "가정을묘시월천사백구십삼근십냥장양내요동"(嘉靖乙卯十月天四百九十三斤十兩匠梁內了同)이란 글이 새겨져 있어, 가정 년간 을묘년(1555년)에 만들었다는 것을 알 수 있다.
조선시대 중기에는 물건을 세거나 순서를 말할 때, 천자문의 순서에 따라 천지현황으로 그 순서를 표기한 방법에 따라 이 총통이 조선시대 가장 큰 총통임을 쉽게 알 수 있다. 천자총통은 최무선이 고려말에 이미 제작하였던 대장군포를 발전시킨 것이다. 장군화통도 이 천자총통의 전신이다. 천자총통의 제원에 관한 문헌기록은 융원필비와 화포식언해에 잘 남아 있다.
조선시대 화포 중 가장 큰 대형 화포로 태종 때 지자총통과 현자총통에 대한 기록이 있지만, 실제로 조선왕조실록에서 처음 등장한 것은 1425년 세종 7년 1월 22일이다. “전라도 감사가 새로 주조한 천자철탄자(天字鐵彈子) 1,140개와 당소철탄자(唐小鐵彈子) 1,578개와 차소철탄자(次小鐵彈子) 616개를 바쳤다.”는 기록에서 가장 먼저 나타난다.
1592년 임진왜란 때 지자총통, 현자총통, 황자총통과 같이 사용되었고 거북선, 판옥선에 탑재되었다.
천자총통은 쇠로 만든 날개를 가진 길쭉한 대장군전이나 연을 씌운 연피복탄을 사용하였던 당시로서는 가장 큰 총통이었다. 기본적인 형태는 약통·격목통·부리의 세 부분으로 나뉘어 있다. 약통은 글자 그대로 화약을 채우는 부분으로 불심지를 넣은 약선혈이 뚫어져 있다. 격목통은 약통 속의 화약 폭발 시 발사물에 작용하는 폭발력을 크게 하는 격목이나 토격을 장치하는 부분으로 약통과 부리 사이에 위치한다. 부리는 발사물인 철환이나 화살을 넣은 곳으로 격목통 앞부분에 위치하는데, 죽절이라 불리는 마디가 등간격으로 6∼8개 정도 둘러져 있다. 이 죽절은 한국 총통만의 특징으로 사격 과정에서 부리의 온도를 냉각시키고 부리의 파열을 방지하기 위한 기능으로 만들어졌다. 대장군전을 쏘았을 때 사거리는 약 1.4 km 정도이다. 이 총통의 발사물은 대장군전과 수철연의환으로, 철환은 납을 입힌 무쇠로 만들었다. 그리고 대장군전은 두 해 묵은 나무로 만들었는데, 그 길이가 무려 2.4m, 무게는 30kg에 달하였으며, 화살의 앞부분에는 철촉을 박고, 중간부분에는 쇠날개를 달았으며, 맨 뒷부분에는 관철이라 묶음쇠를 감았다. 이런 대장군전은 주로 성문·마차·함선·진지를 파괴할 목적으로 만들어진 것으로 추정된다. 발사는 약선 한 가닥을 부리 안으로 밀어 넣고 절반은 밖으로 내놓은 뒤 부리구멍으로 화약을 재고 길이 21 cm 정도의 격목으로 막은 다음, 대장군전을 장치하거나 철환을 토격에 박아서 다진 뒤 약선불을 붙여 화약의 폭발력을 이용하였다.
천자총통은 크기에 비해 화약의 소모가 많고 제약이 커서 실전에서는 많이 사용되지 않았다. 다만 총통의 성능을 개선하여 위력이 크게 증가한 사례가 등장하는데, 1445년 세종 27년 3월 30일 기록에는 천자총통은 화포의 사거리가 400~500보 정도 밖에 되지 않으며, 화약이 덜 들어가는 지자총통의 경우 사거리는 500보, 황자총통은 500보, 가자총통은 200~300보, 세총통은 200보로 극히 효율이 미미했다. 현자총통도 힘이 센 사람이라야 쏠 수가 있고, 힘이 적은 자는 2~3방(放)을 넘지 못하여 어깨와 팔이 아파서 쓰지를 못했지만, 개선 이후에는 천자총통이 1300보를 나가고, 지자총통은 900보, 황자총통 800보, 가자총통 600보, 세총통이 500보에 나가는 등 발사거리가 무려 두 배 이상 증가했으며, 화약의 소모량이 줄어들고 명중률은 대폭 상향된 것으로 전하고 있다.

## 갤러리

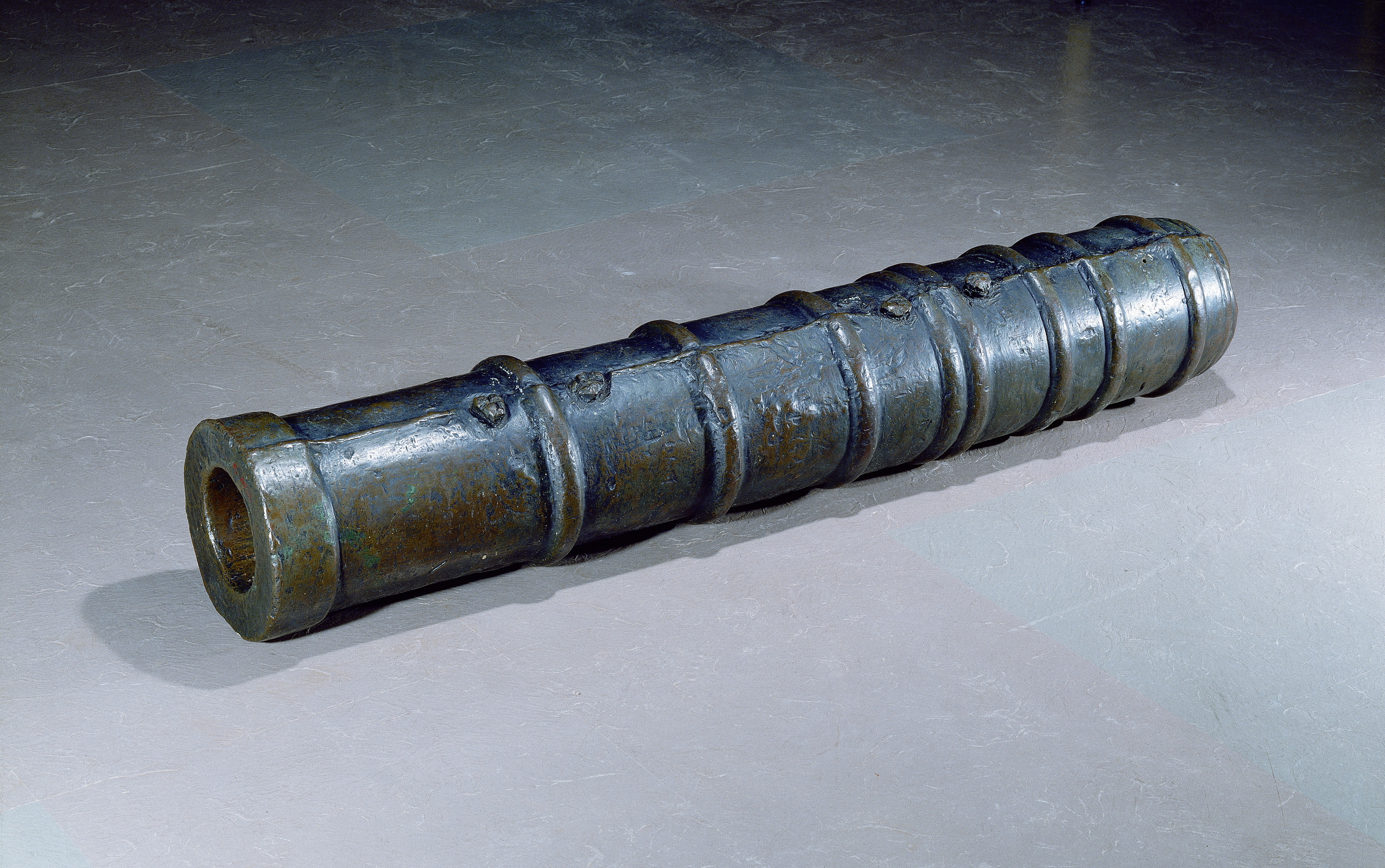
국립중앙박물관 소장

## 같이 보기
- 지자총통
- 현자총통
- 황자총통

## 참고자료
- 천자총통 - 국가유산청 국가유산포털
- 본 문서에는 서울특별시에서 지식공유 프로젝트를 통해 퍼블릭 도메인으로 공개한 저작물을 기초로 작성된 내용이 포함되어 있습니다.